# Ligue nationale de basket-ball (France)
La Ligue nationale de basket-ball (LNB), est une association sportive regroupant les équipes professionnelles de basket-ball en France. La LNB est créée en 1987, bien que le premier championnat de France ait eu lieu en 1921.

## Historique
Le 27 juin 1987 est créé le Comité des clubs de haut niveau (CCHN) incluant les clubs de Nationale 1A et 1B, à savoir les deux divisions professionnelles instaurées pour la saison 1987-1988.
Le trophée en bronze (35 kg) remis au vainqueur depuis 1949 a été réalisé par Jacques Bulot, après un concours auprès des étudiants parisiens des Beaux-Arts.
Le 24 novembre 1990, la Ligue nationale de basket remplace le CCHN.
Pour la saison 1992-1993, les divisions professionnelles sont renommées Nationale A1 et Nationale A2.
La saison suivante, elles changent à nouveau de nom pour devenir Pro A et Pro B.
Au 1er mars 2018, la Pro A est renommée Jeep Elite avec la marque du constructeur automobile Jeep, appliquant la notion de naming, une première pour le basketball en France.
Début mars 2021, la LNB annonce le lancement de l'application LNB TV sur tablettes et smartphones. Cette application a pour but de redonner de la visibilité au championnat français de basket en offrant des matchs gratuitement aux téléspectateurs.
La LNB et BETCLIC, un des leaders européens de paris sportifs, annoncent avoir renouvelé l’accord conclu en 2021 portant sur le naming du championnat de France professionnel « Betclic ELITE », jusqu’en 2029.

### Historique du logo

Jusqu’en 2024
Depuis 2024

## Rôle
La LNB prend toute décision concernant l'organisation et le développement du Basketball professionnel masculin. 
Elle assure l’organisation des compétitions sportives définies par la convention conclue avec la Fédération Française de Basketball (FFBB) ou toutes autres qu’elle serait amenée à créer dans le cadre et les limites de ses compétences , la représentation, la formation des futurs basketteurs professionnels, la défense des intérêts matériels et moraux du basket professionnel, la gestion et la coordination des activités du Basketball professionnel dont elle a la charge en application et en conformité avec les statuts et règlements de la FFBB et avec les dispositions de la convention conclue entre la FFBB et la LNB en application des dispositions des articles R. 132-1 et suivants du Code du Sport.

## Fonctionnement
La ligue est composée de 2 divisions: la Betclic élite (1re division) et la Pro B (2e division). Il y a 18 équipes dans chacune des divisions. Les équipes s'affrontent en matches aller-retour, soit 34 matches de saison régulière. À l'issue de cette saison régulière, les 8 premières équipes en Betclic Elite et les équipes classées de 2e à 9e en Pro B se qualifient pour les play-offs . 
Ceux-ci ont connu différentes formules au cours de l'histoire ; entre 2005 et 2012, ils se déroulaient comme ceci : chaque série se jouait au meilleur des 3 matchs, avec match aller chez l'équipe la mieux classée et match retour chez l'équipe la moins bien classée.En cas d'égalité une belle se déroulait chez l'équipe la mieux classée. La finale, quant à elle se jouait en un seul match à Paris au Palais omnisports de Paris-Bercy. 
Depuis 2013 en Jeep Elite, les quarts de finale se déroulent selon la même formule qu'auparavant mais les demi-finales et la finale se déroulent au meilleur des 5 matchs : les deux premiers matchs se joue chez l'équipe la mieux classée et les deux suivants chez l'équipe la moins bien classée. Si nécessaire, le cinquième match se déroule chez l'équipe la mieux classée.

## Événements: All-Star Game et Leaders Cup
Outre les championnats de Betclic Elite et de Pro B, la LNB organise chaque année deux événements d'envergure : l'All-Star Game, qui oppose une sélection des meilleurs joueurs français à une sélection des meilleurs étrangers en décembre à l'AccorHotels Arena ; et la Leaders Cup (ex-Semaine des As), tournoi à élimination directe où se retrouvent les huit premiers du classement à l'issue des matches « aller » de la saison régulière de Betclic Elite et Pro B qui accorde au vainqueurs une place assurée en playoffs.

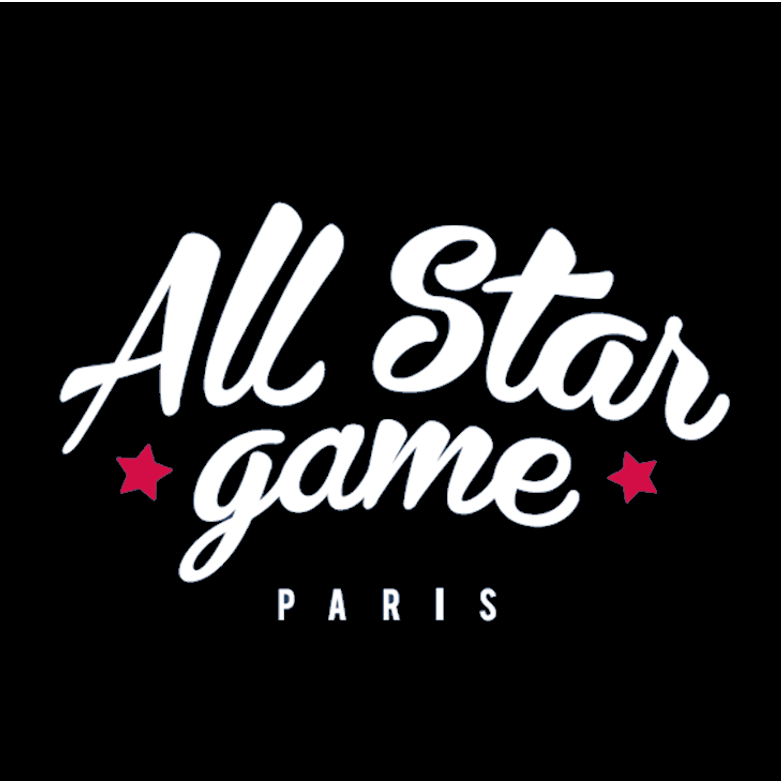
Logo du All-Star Game

## Personnalités emblématiques

### Présidents
| Nom                 | Début | Fin      | Autres fonctions |
| ------------------- | ----- | -------- | --- |
| Jean Bayle-Lespitau | 1987  | 1999     | Cofondateur de l'Union des ligues européennes de basket-ball (ULEB) |
| Alain Pelletier     | 1999  | 2003     | Trésorier de la LNB jusqu'en 1999 Désigné président d'honneur de la LNB par acclamation en septembre 2003                                                                     |
| René Le Goff        | 2003  | 2010     | De 1967 à 2001, il préside la section basket-ball du Racing, devenue Paris Basket Racing en 1989 En 1995, il crée l'Union nationale des clubs professionnels de basket (UCPB) |
| Jean-Luc Desfoux    | 2010  | 2011     | Président du Caen Basket Calvados de 1992 à 1994 |
| Alain Béral         | 2011  | 2023     | Président-directeur général de l’Élan béarnais Pau-Lacq-Orthez de 2003 à 2008 puis de 2010 à 2011                                                                             |
| Philippe Ausseur    | 2023  | En cours | Président de la Direction Nationale du Conseil et du Contrôle de Gestion (DNCCG) 2013 à 2023                                                                                  |

### 5 majeurs par décennie (1987-2017)
Pour marquer le 30e anniversaire de la ligue nationale de basket-ball, la LNB a décidé de sélectionner 30 joueurs répartis en deux 5 majeurs, ainsi que 3 entraîneurs et 3 arbitres par décennie. Les joueurs, entraîneurs et arbitres nommés sont récompensés lors de la soirée des Trophées LNB le 17 mai 2017.

### 1987-1997
| Joueur             | Équipes |
| ------------------ | --- |
| Delaney Rudd       | PSG Racing (1992-1993), ASVEL (1993-1999)                                                                                     |
| Antoine Rigaudeau  | Cholet (1987-1995), Pau-Orthez (1995-1997)                                                                                    |
| Richard Dacoury    | Limoges (1978-1996), PSG Racing (1996-1998)                                                                                   |
| Stéphane Ostrowski | Le Mans (1982-1985), Limoges (1985-1992), Antibes (1992-1995 ; 1998-1999 ; 2001-2005), Cholet (1995-1998), Chalon (1999-2001) |
| Michael Young      | Limoges (1992-1995), Lyon (1995)                                                                                              |

- Entraîneur : Božidar Maljković, Limoges (1992-1995)

| Joueur         | Équipes                                                                                  |
| -------------- | ---------------------------------------------------------------------------------------- |
| David Rivers   | Antibes (1993-1995 ; 2003-2004)                                                          |
| Graylin Warner | Cholet (1986-1992), Sceaux (1993-1994)                                                   |
| Don Collins    | Limoges (1987-1990 ; 1990-1991)                                                          |
| Jim Bilba      | Cholet (1988-1992 ; 2002-2007), Limoges (1992-1996), ASVEL Lyon-Villeurbanne (1996-2001) |
| Michael Brooks | Limoges (1988-1992), Levallois (1992-1995), Strasbourg (1995-1996)                       |

- Arbitre : Philippe Mailhabiau

### 1997-2007
| Joueur          | Équipes |
| --------------- | --- |
| Laurent Sciarra | PSG Racing / Paris Basket Racing (1993-1997 ; 1998-2000 ; 2002-2004), ASVEL (2001-2002), Dijon (2005-2008), Orléans (2008-2010), Pau-Orthez (2010-2011) |
| Keith Jennings  | Le Mans (1997-1999), Strasbourg (2000-2002), Nancy (2002-2003)                                                                                          |
| Marcus Brown    | Pau-Orthez (1998), Limoges (1999-2000) |
| Yann Bonato     | Antibes (1991-1993), PSG Racing (1993-1995), Limoges (1995-1997 ; 1999-2000 ; 2003-2004), ASVEL Lyon-Villeurbanne (2000-2003)                           |
| Cyril Julian    | Nancy (1994-1998 ; 2000-2002 ; 2005-2009), PSG Racing (1998-2000), Pau-Orthez (2002-2004)                                                               |

- Entraîneur : Gregor Beugnot, PSG Racing (1989-1992), ASVEL Lyon-Villeurbanne (1992-2001), Chalon (2003-2013), Paris-Levallois (2013-2015), Nancy (2016-)

| Joueur            | Équipes |
| ----------------- | --- |
| Moustapha Sonko   | Sceaux (1990-1993), Gravelines (1993-1994), Levallois (1994-1997), Pau-Orthez (1997-1998), ASVEL Lyon-Villeurbanne (1998-2000), Hyères Toulon (2008-2009) |
| Laurent Foirest   | Antibes (1989-1996), Pau-Orthez (1996-1999 ; 2003-2006), ASVEL Lyon-Villeurbanne (2006-2010)                                                              |
| Thierry Gadou     | Pau-Orthez (1988-2000 ; 2001-2002 ; 2004-2006), ASVEL Lyon-Villeurbanne (2002-2003), Paris Basket Racing (2003-2004)                                      |
| Stéphane Risacher | Tours (1989-1990), CRO Lyon / Jet Lyon (1990-1994), PSG Racing (1994-1999), Pau-Orthez (1999-2000), Chalon (2008-2010)                                    |
| Marc Salyers      | Pau-Orthez (2003-2004), Gravelines (2005-2006), Roanne (2006-2008), Le Mans (2009-2010), Le Havre (2013)                                                  |

- Arbitre : Pascal Dorizon

### 2007-2017
| Joueur           | Équipes |
| ---------------- | --- |
| Dewarick Spencer | Roanne (2005-2007), Le Mans (2008-2010)                                                                                            |
| Ricardo Greer    | Le Havre (2002-2003 ; 2014-2015), Gravelines (2004), Strasbourg (2004-2006 ; 2010-2014), Pau-Orthez (2006-2007), Nancy (2007-2010) |
| Blake Schilb     | Chalon (2009-2013), Paris-Levallois (2014-2015)                                                                                    |
| Adrien Moerman   | Roanne (2005-2007), Orléans (2008-2011), Nancy (2011-2012), Limoges (2013-2015)                                                    |
| Mickaël Gelabale | Cholet (2002-2004 ; 2009-2010), ASVEL Lyon-Villeurbanne (2010-2011), SIG Strasbourg (2014), Limoges (2015), Le Mans (2015-)        |

- Entraîneur : Vincent Collet, Le Mans (2000-2008), ASVEL Lyon-Villeurbanne (2008-2010), SIG Strasbourg (2011-)

| Joueur        | Équipes                                                                    |
| ------------- | -------------------------------------------------------------------------- |
| Nando de Colo | Cholet (2006-2009)                                                         |
| Antoine Diot  | Le Mans (2007-2012), Paris-Levallois (2012-2013), Strasbourg (2013-2015)   |
| Edwin Jackson | ASVEL Lyon-Villeurbanne (2007-2008 ; 2010-2014), Rouen (2009-2010)         |
| Mykal Riley   | Nanterre (2011-2012 ; 2014-), Dijon (2013-2014)                            |
| Jamal Shuler  | Vichy (2010-2011), Nancy (2011-2013), Nanterre (2014-2015), Monaco (2015-) |

- Arbitre :  Eddie Viator

### Joueurs célèbres ou marquants

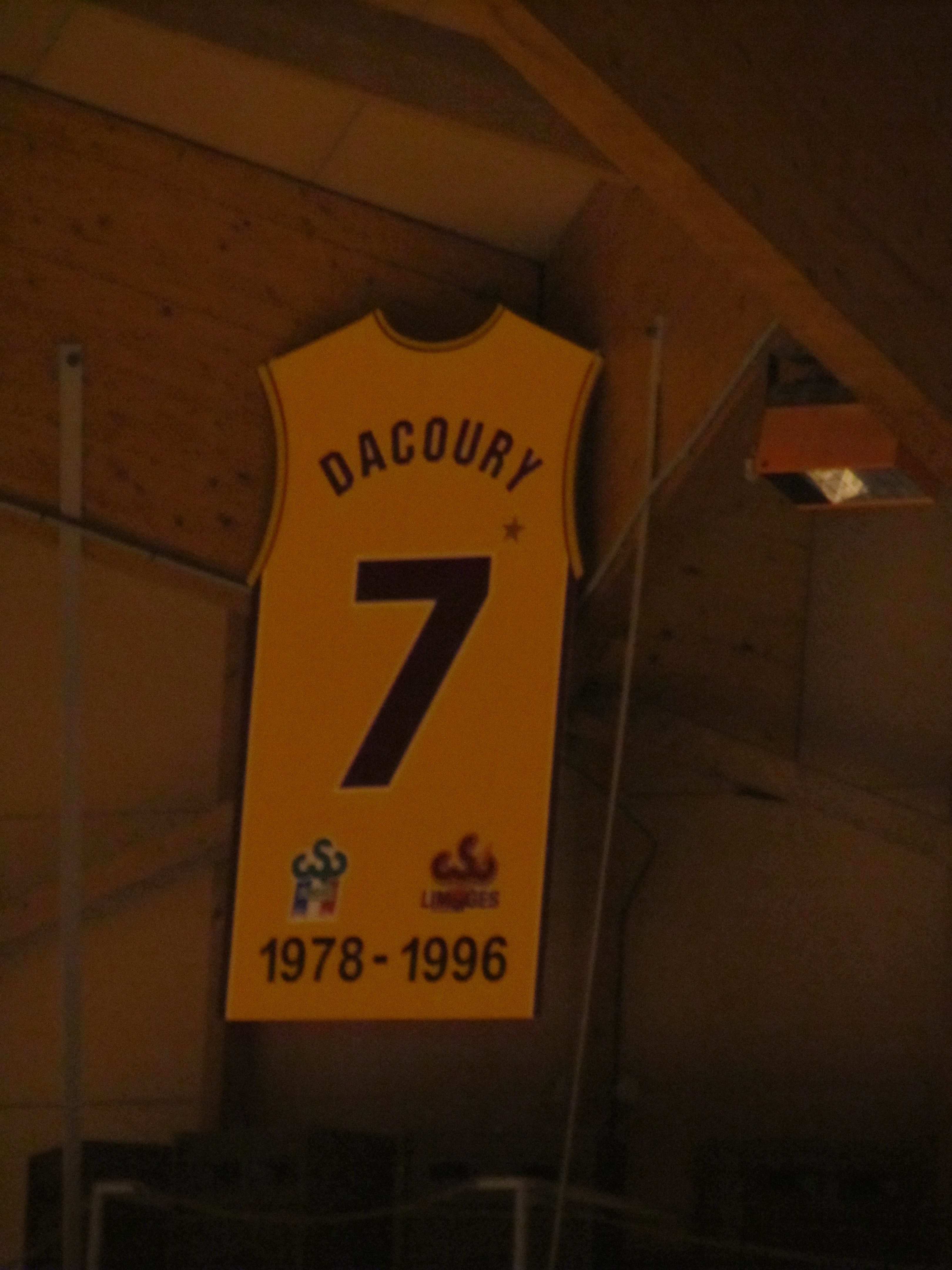
Maillot retiré du numéro 7 du Limoges CSP, Richard Dacoury

- Juan Aisa
- Ron Anderson
- Nicolas Batum
- Jim Bilba
- Yann Bonato
- Bruce Bowen
- Michael Brooks
- Marcus Brown
- Don Collins
- Richard Dacoury
- Ricky Davis
- Nando de Colo
- Boris Diaw
- Alain Digbeu
- Hervé Dubuisson
- Roger Esteller
- Laurent Foirest
- Didier Gadou
- Mickaël Gelabale
- Josh Grant
- Ricardo Greer
- Freddy Hufnagel
- Keith Jennings
- Cyril Julian
- Tariq Kirksay
- Derrick Lewis
- Conrad McRae
- Stéphane Ostrowski
- Tony Parker
- Florent Piétrus
- Mickaël Piétrus
- Aaron Cel
- Michał Ignerski
- Michael Ray Richardson
- J.R. Reid
- Antoine Rigaudeau
- Stéphane Risacher
- JD Jackson
- David Rivers
- Delaney Rudd
- Marc Salyers
- Blake Schilb
- Huseyin Besok
- Laurent Sciarra
- Ronnie Smith
- Moustapha Sonko
- Dewarick Spencer
- Éric Struelens
- Graylin Warner
- Alex Acker
- Jermaine Bucknor
- Joao Paulo Batista
- JK Edwards
- Taurean Green
- Oscar Yebra
- Charles Judson Wallace
- Marcellus Sommerville
- Frédéric Weis
- Michael Young
- Frederic Forte
- Ali Traoré
- Eugene Jeter
- Bo McCalebb
- Antoine Diot
- Léo Westermann

### Entraîneurs marquants

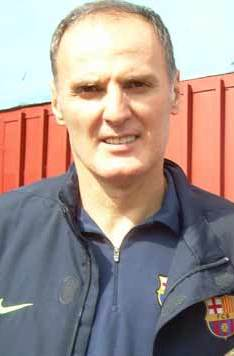
Duško Ivanović

- Claude Bergeaud
- Gregor Beugnot
- Jean-Louis Borg
- Jean-Denys Choulet
- Vincent Collet
- Éric Girard
- Michel Gomez
- Philippe Hervé
- Duško Ivanović
- Erman Kunter
- Božidar Maljković
- Jacques Monclar
- Jean-Luc Monschau
- Frédéric Sarre
- Dusko Vujosevic
- Bogdan Tanjević

## Tableau d’honneur de la Jeep Elite

Logo de la Pro A.

Logo de la Jeep Elite

- Depuis la création de la LNB en 1987 :

| Équipes              | Titre(s) | Finaliste |
| -------------------- | -------- | --------- |
| Limoges              | 8        | 3         |
| Pau-Orthez           | 7        | 4         |
| ASVEL                | 6        | 6         |
| Nancy                | 2        | 4         |
| Monaco               | 2        | 3         |
| Antibes              | 2        | 2         |
| Le Mans              | 2        | 2         |
| Chalon-sur-Saône     | 2        | 0         |
| Strasbourg           | 1        | 5         |
| Cholet Basket        | 1        | 2         |
| Roanne               | 1        | 1         |
| JSF Nanterre         | 1        | 0         |
| PSG Racing           | 1        | 0         |
| Gravelines-Dunkerque | 0        | 1         |
| Orléans              | 0        | 1         |
| Boulogne-Levallois   | 0        | 1         |

## Palmarès de la première division (Nationale 1A / Nationale A1 / Pro A / Jeep Élite / Betclic Élite)
| Année                                            | Champion                                                        | Finaliste                                                       | 1re manche                                                      | 2e manche                                                       | 3e manche                                                       | 4e manche                                                       | 5e manche                                                       | Série                                                           |
| 1988                                             | Limoges (4)                                                     | Cholet                                                          | 92-*78                                                          | *86-79                                                          |                                                                 |                                                                 |                                                                 | 2-0                                                             |
| 1989                                             | Limoges (5)                                                     | Pau-Orthez                                                      | 108-*97                                                         | *102-96                                                         |                                                                 |                                                                 |                                                                 | 2-0                                                             |
| 1990                                             | Limoges (6)                                                     | Antibes                                                         | 111-*96                                                         | *96-100                                                         | *103-89                                                         |                                                                 |                                                                 | 2-1                                                             |
| 1991                                             | Antibes (2)                                                     | Limoges                                                         | 102-*108                                                        | *102-99                                                         | *88-76                                                          |                                                                 |                                                                 | 2-1                                                             |
| 1992                                             | Pau-Orthez (3)                                                  | Limoges                                                         | *76-74                                                          | 63-*50                                                          |                                                                 |                                                                 |                                                                 | 2-0                                                             |
| La Nationale 1A est rebaptisée Nationale A1      |                                                                 |                                                                 |                                                                 |                                                                 |                                                                 |                                                                 |                                                                 |                                                                 |
| 1993                                             | Limoges (7)                                                     | Pau-Orthez                                                      | *65-53                                                          | *84-79                                                          | 69-*73                                                          | 68-*64                                                          |                                                                 | 3-1                                                             |
| La Nationale A1 est rebaptisée Pro A             |                                                                 |                                                                 |                                                                 |                                                                 |                                                                 |                                                                 |                                                                 |                                                                 |
| 1994                                             | Limoges (8)                                                     | Antibes                                                         | 92-*73                                                          | *87-81                                                          |                                                                 |                                                                 |                                                                 | 2-0                                                             |
| 1995                                             | Antibes (3)                                                     | Pau-Orthez                                                      | *87-91                                                          | *100-96 ap                                                      | 85-*71                                                          | 81-*80                                                          |                                                                 | 3-1                                                             |
| 1996                                             | Pau-Orthez (4)                                                  | ASVEL                                                           | *93-82                                                          | *100-77                                                         | 67-*89                                                          | 76-*84                                                          | *78-72                                                          | 3-2                                                             |
| 1997                                             | PSG Racing (4)                                                  | ASVEL                                                           | 72-64*                                                          | 74-65*                                                          |                                                                 |                                                                 |                                                                 | 2-0                                                             |
| 1998                                             | Pau-Orthez (5)                                                  | Limoges                                                         | *84-62                                                          | 73-*67                                                          |                                                                 |                                                                 |                                                                 | 2-0                                                             |
| 1999                                             | Pau-Orthez (6)                                                  | ASVEL                                                           | 74-*64                                                          | *73-67                                                          |                                                                 |                                                                 |                                                                 | 2-0                                                             |
| 2000                                             | Limoges (9)                                                     | ASVEL                                                           | 87-74                                                           | 58-69                                                           | 78-66                                                           |                                                                 |                                                                 | 2-1                                                             |
| 2001                                             | Pau-Orthez (7)                                                  | Adecco ASVEL                                                    | 90-*78                                                          | *64-73                                                          | 81-*70                                                          |                                                                 |                                                                 | 2-1                                                             |
| 2002                                             | Adecco ASVEL (16)                                               | Pau-Orthez                                                      | 77-68                                                           | 65-64                                                           |                                                                 |                                                                 |                                                                 | 2-0                                                             |
| 2003                                             | Pau-Orthez (8)                                                  | Adecco ASVEL                                                    | *95-73                                                          | 78-*102                                                         | *74-66                                                          |                                                                 |                                                                 | 2-1                                                             |
| 2004                                             | Pau-Orthez (9)                                                  | Gravelines-Dunkerque                                            | 81-*77                                                          | *89-58                                                          |                                                                 |                                                                 |                                                                 | 2-0                                                             |
| 2005                                             | Strasbourg                                                      | Nancy                                                           | 72-68                                                           |                                                                 |                                                                 |                                                                 |                                                                 | 1-0                                                             |
| 2006                                             | Le Mans (4)                                                     | Nancy                                                           | 93-88                                                           |                                                                 |                                                                 |                                                                 |                                                                 | 1-0                                                             |
| 2007                                             | Roanne                                                          | Nancy                                                           | 81-74                                                           |                                                                 |                                                                 |                                                                 |                                                                 | 1-0                                                             |
| 2008                                             | Nancy                                                           | Roanne                                                          | 84-53                                                           |                                                                 |                                                                 |                                                                 |                                                                 | 1-0                                                             |
| 2009                                             | ASVEL (17)                                                      | Orléans                                                         | 55-41                                                           |                                                                 |                                                                 |                                                                 |                                                                 | 1-0                                                             |
| 2010                                             | Cholet                                                          | Le Mans                                                         | 81-65                                                           |                                                                 |                                                                 |                                                                 |                                                                 | 1-0                                                             |
| 2011                                             | Nancy (2)                                                       | Cholet                                                          | 76-74                                                           |                                                                 |                                                                 |                                                                 |                                                                 | 1-0                                                             |
| 2012                                             | Chalon-sur-Saône                                                | Le Mans                                                         | 95-76                                                           |                                                                 |                                                                 |                                                                 |                                                                 | 1-0                                                             |
| 2013                                             | Nanterre                                                        | Strasbourg                                                      | *55-89                                                          | 84-*79                                                          | 70-*60                                                          | *83-77                                                          |                                                                 | 3-1                                                             |
| 2014                                             | Limoges (10)                                                    | Strasbourg                                                      | 77-*65                                                          | 74-*68                                                          | 73*-70                                                          |                                                                 |                                                                 | 3-0                                                             |
| 2015                                             | Limoges (11)                                                    | Strasbourg                                                      | 70-*68                                                          | 52-*66                                                          | *71-59                                                          | *82-75                                                          |                                                                 | 3-1                                                             |
| 2016                                             | ASVEL (18)                                                      | Strasbourg                                                      | 73-*80                                                          | 61-*73                                                          | *90-69                                                          | *60-59                                                          | *77-80                                                          | 3-2                                                             |
| 2017                                             | Chalon-sur-Saône (2)                                            | Strasbourg                                                      | 89*-75                                                          | 72*-74                                                          | 71-70*                                                          | 78-84*                                                          | *74-65                                                          | 3-2                                                             |
| La Pro A est rebaptisée Jeep Élite par naming    |                                                                 |                                                                 |                                                                 |                                                                 |                                                                 |                                                                 |                                                                 |                                                                 |
| 2018                                             | Le Mans (5)                                                     | Monaco                                                          | 77-*81                                                          | 87-*77                                                          | *84-72                                                          | *69-78                                                          | 76-*74                                                          | 3-2                                                             |
| 2019                                             | ASVEL (19)                                                      | Monaco                                                          | *81-71                                                          | *73-67                                                          | 62-97*                                                          | 81-89*                                                          | *66-55                                                          | 3-2                                                             |
| 2020                                             | Saison suspendue en raison de la pandémie de Covid-19 en France | Saison suspendue en raison de la pandémie de Covid-19 en France | Saison suspendue en raison de la pandémie de Covid-19 en France | Saison suspendue en raison de la pandémie de Covid-19 en France | Saison suspendue en raison de la pandémie de Covid-19 en France | Saison suspendue en raison de la pandémie de Covid-19 en France | Saison suspendue en raison de la pandémie de Covid-19 en France | Saison suspendue en raison de la pandémie de Covid-19 en France |
| 2021                                             | ASVEL (20)                                                      | Dijon                                                           | 87-74                                                           |                                                                 |                                                                 |                                                                 |                                                                 | 1-0                                                             |
| La Pro A est rebaptisée Betclic Élite par naming |                                                                 |                                                                 |                                                                 |                                                                 |                                                                 |                                                                 |                                                                 |                                                                 |
| 2022                                             | ASVEL (21)                                                      | Monaco                                                          | 74*-82                                                          | 91*-54                                                          | 80-83*                                                          | 85-68*                                                          | 84*-82 ap                                                       | 3-2                                                             |
| 2023                                             | Monaco                                                          | Boulogne-Levallois                                              | 87*-64                                                          | 95*-88                                                          | 92-85*                                                          |                                                                 |                                                                 | 3-0                                                             |
| 2024                                             | Monaco (2)                                                      | Paris                                                           | 90*-80                                                          | 70*-77                                                          | 88-59*                                                          | 115-76*                                                         |                                                                 | 3-1                                                             |

Dans le cas de finales se jouant chez les deux finalistes, le signe * précède le score de l’équipe jouant à domicile.

Le chiffre entre parenthèses indique le nombre de titres remportés par l’équipe citée.

## Palmarès de la deuxième division (Nationale 1B / Nationale A2 / Pro B)
| Année                                       | Champion            | Accession                              |
| 1988                                        | Montpellier         | Montpellier, Saint-Quentin, Gravelines |
| 1989                                        | Reims               | Reims CB, Roanne                       |
| 1990                                        | Le Mans             | Le Mans, Dijon                         |
| 1991                                        | Lyon CRO            | Lyon CRO                               |
| 1992                                        | Levallois           | Levallois, Châlons-en-Champagne        |
| La Nationale 1B est rebaptisée Nationale A2 |                     |                                        |
| 1993                                        | Sceaux              | Sceaux                                 |
| La Nationale A2 est rebaptisée Pro B        |                     |                                        |
| 1994                                        | Nancy               | Nancy, Strasbourg                      |
| 1995                                        | Besançon            | Besançon, Évreux                       |
| 1996                                        | Toulouse            | Chalon                                 |
| 1997                                        | Maurienne           | Toulouse                               |
| 1998                                        | Levallois (2)       | Levallois                              |
| 1999                                        | Strasbourg          | Strasbourg, Châlons-en-Champagne       |
| 2000                                        | Bourg-en-Bresse     | Bourg-en-Bresse, Le Havre              |
| 2001                                        | Limoges             | Limoges, Hyères-Toulon                 |
| 2002                                        | Vichy               | Vichy, Roanne                          |
| 2003                                        | Reims (2)           | Reims, Besançon                        |
| 2004                                        | Clermont            | Clermont, Châlons-en-Champagne         |
| 2005                                        | Brest               | Brest, Rouen                           |
| 2006                                        | Orléans             | Besançon, Orléans                      |
| 2007                                        | Vichy (2)           | Vichy                                  |
| 2008                                        | Besançon (2)        | Rouen, Besançon                        |
| 2009                                        | Poitiers            | Poitiers, Paris-Levallois              |
| 2010                                        | Pau-Lacq-Orthez     | Pau-Lacq-Orthez, Limoges               |
| 2011                                        | Nanterre            | Nanterre, Dijon                        |
| 2012                                        | Limoges (2)         | Limoges, Boulazac                      |
| 2013                                        | Antibes             | Antibes, Pau-Lacq-Orthez               |
| 2014                                        | Boulogne-sur-Mer    | Boulogne-sur-Mer, Bourg-en-Bresse      |
| 2015                                        | Monaco              | Monaco, Antibes                        |
| 2016                                        | Hyères-Toulon       | Hyères-Toulon, Le Portel               |
| 2017                                        | Bourg-en-Bresse (2) | Bourg-en-Bresse, Boulazac              |
| 2018                                        | Blois               | Fos-sur-Mer                            |
| 2019                                        | Roanne              | Roanne, Orléans                        |
| 2020                                        | Aucun               | Aucun                                  |
| 2021                                        | Fos-sur-Mer         | Fos-sur-Mer, Paris                     |
| 2022                                        | Nancy (2)           | Nancy, Blois                           |
| 2023                                        | Saint-Quentin       | Saint-Quentin , Chalon-sur-Saône       |
| 2024                                        | La Rochelle         | La Rochelle                            |

Le chiffre entre parenthèses indique le nombre de titres remportés par l’équipe citée.

## LNB Espoirs
La Ligue nationale de Basket organise aussi un championnat de France Espoirs regroupant les équipes de jeunes des centres de formation des clubs évoluant en Pro A.